# Grondwind
Grondwind is de wind in de wrijvingslaag. Door de wrijving is de stroming niet meer evenwijdig aan de isobaren, zoals het geval bij geostrofische wind en gradiëntwind. De wind richt zich bij rechtlijnige isobaren naar het lagedrukgebied. De hoek is evenredig met de grootte van de wrijvingskracht. Boven zee is deze inbuigingshoek gemiddeld 10° tot 15°. Boven land is de stabiliteit in de onderste luchtlagen van belang. Bij warme massa is de hoek groter dan bij koude massa. Gemiddeld is deze 20° tot 35°.
Met toenemende hoogte neemt de wrijving af tot de top van de wrijvingslaag is bereikt. Hier waaien de geostrofische en gradiëntwinden en is de windrichting evenwijdig aan de isobaren. Op het noordelijk halfrond ruimt de wind dan ook met toenemende hoogte, terwijl deze op het zuidelijk halfrond krimpt. Door de afnemende wrijving neemt de windsnelheid toe.